# Calum Scott
Calum Scott (Kingston upon Hull, 12 ottobre 1988) è un cantante britannico.
Dopo aver vinto un talent show locale nella sua città natale nello Yorkshire, ha ottenuto un forte successo commerciale con la cover di Dancing on my Own presentata sul palco di Britain's Got Talent. Successivamente ha firmato un contratto con la Capitol Records e pubblicato l'album Only Human. Tra il 2021 e il 2022 ha ottenuto un notevole riscontro commerciale con il singolo Where Are You Now, per poi pubblicare il suo secondo album Bridges.

## Biografia

### Esordi eDancing On My Own(2013-2016)
Il 15 agosto 2013, Scott ha vinto il talent show Mail's Star Search, organizzato da Hull Daily Mail. Entrato quindi in una tribute band dei Maroon 5, i Maroon 4, ha intrapreso con essa un tour nel Regno Unito.
L'11 aprile 2015, lo show televisivo Britain's Got Talent ha trasmesso l'episodio dell'audizione di Scott su ITV. Quella sera stessa anche sua sorella Jade ha tentato un provino prima del suo, ma è stata eliminata dai giudici. Scott esegue una cover di Dancing On My Own di Robyn, ottenendo una standing ovation da parte di pubblico e giudici. Immediatamente dopo la messa in onda dell'episodio, l'account Twitter di Calum Scott passa da 400 a 25.000 seguaci. In seguito all'esperienza televisiva, Calum Scott ha modo di esibirsi su molti palchi in giro per il Regno Unito.
In seguito a questo boom, Calum pubblica la sua cover di Dancing On My Own da artista indipendente: il brano ottiene immediatamente un grande successo nelle radio e nelle vendite, riuscendo ad ottenere 3 dischi di platino in UK, 2 in USA e 1 in Italia. A questo punto, Scott viene notato dalla Capitol Records e firma un contratto con la casa discografica per la pubblicazione del proprio album di debutto. Al termine della promozione di Dancing On My Own, Officia Chart dichiara che il brano è stato il più acquistato digitalmente in Regno Unito nell'estate 2016.

### Only Human(2017-2019)
Nel 2017 va per la prima volta in tour negli Stati Uniti e pubblica il singolo You Are The Reason. Il brano ottiene un grandissimo successo internazionale (4 platini in Australia, platino in USA, 2 platini in Canada, oro in Italia), e verrà successivamente riedito in una versione in duetto con la nota cantante Leona Lewis. In UK il brano si ferma al numero 43 in classifica. Nel 2018, Scott collabora col DJ Don Diablo nel brano Give Me Love e il singolo What I Miss Most. Dopo alcune settimane, Calum pubblica il suo album di debutto Only Human.
Nei mesi successivi, l'artista pubblica un nuovo singolo intitolato No Matter What: l'artista definisce quest'ultimo brano come il più personale che abbia mai realizzato, in quanto si sofferma sugli effetti avuti dal suo coming out in famiglia e con gli amici e sulle sensazioni provate in seguito a questa esperienza. Il 9 novembre 2018, Calum Scott pubblica una riedizione del suo album di debutto, contenente alcune canzoni in più tra cui No Matter What. L'album viene certificato argento in UK e oro in Australia, Norvegia e Danimarca.
Nel marzo 2019, Calum Scott conferma di essere al lavoro sul suo secondo album. Nello stesso periodo, l'artista prende parte al singolo di Naughty Boy Undo.

### Bridges(dal 2021)
Nel giugno 2021 pubblica il singolo Biblical, annunciandolo come primo singolo estratto dal suo secondo album. Segue la pubblicazione con Lost Frequencies di Where Are You Now, che raggiunge la posizione 5 nella classifica britannica e la vetta della classifica irlandese, oltre a ottenere svariate certificazioni in varie nazioni europee. Nel settembre 2021 pubblica il singolo Rise. Nel febbraio 2022 pubblica il singolo If You Ever Change Your Mind, seguito dalla collaborazione Rain in Ibiza. Nel giugno 2022 l'artista pubblica il suo secondo album in studio Bridges. Nel settembre successivo collabora con i DJ Kygo e Gryffin nel singolo Woke Up in Love, per poi prendere parte al singolo di debutto del vincitore di The Voice of Germany Tammo Föster Run with Me.
Tra 2022 e 2023 intraprende un tour mondiale denominato Bridges World Tour e collabora con Jax Jones nel singolo Whistle. Successivamente lavora con i Take That in un rifacimento del singolo Greatest Day, con cui ha modo di esibirsi durante l'incoronazione di Re Carlo III. Nel corso del 2024 pubblica diversi singoli, fra cui un brano incluso nella colonna sonora di Garfield - Una missione gustosa Then There Was You.

## Discografia

### Album in studio
- 2018 – Only Human
- 2022 – Bridges

### Singoli
- 2016 – Dancing on My Own
- 2016 – Rhythm Inside
- 2017 – You Are the Reason (da solista o con Leona Lewis)
- 2018 – What I Miss Most
- 2019 – No Matter What
- 2019 – Undo (con Naughty Boy e Shenseea)
- 2021 – Biblical
- 2021 – Where Are You Now (con Lost Frequencies)
- 2021 – Rise
- 2021 – Love Is Just A Word (con Jasmine Thompson)
- 2021 – Run with Me (con Anny Ogrezeanu)
- 2022 – If You Ever Change Your Mind
- 2022 – Rain in Ibiza (con Felix Jaehn e The Stickman Project)
- 2022 – Heaven
- 2022 – Boys in the Street
- 2022 – Woke Up in Love (con Kygo e Gryffin)
- 2022 – Run with Me (con Tammo Föster)
- 2023 – Whistle (con Jax Jones)
- 2023 – At Your Worst
- 2024 – Lighthouse
- 2024 – Always (con Armaan Malik)
- 2024 – Then There Was You

### Collaborazioni
- 2017 – Light Us Up (Matrix & Futurebound feat. Calum Scott)
- 2018 – Give Me Love (Don Diablo feat. Calum Scott)
- 2019 – Love on Myself (Felix Jaehn feat. Calum Scott)
- 2023 – Greatest Day (Take That con Robin Schulz feat. Calum Scott)